# Хансен, Эспен Ли
Эспен Ли Хансен (норв. Espen Lie Hansen; род. 1 марта 1989, Драммен) — норвежский гандболист, выступает за норвежский клуб ГК Драммен и сборную Норвегии.

## Карьера

#### Клубная
Эспен Ли Хансен начинал карьеру в норвежских клубах Скугер и ГК Драммен. Играя в Норвегии, Эспен Хансен становился 3 раза Чемпионом Норвегии. В 2011 году Эспен Хансен перешёл в датский клуб Бьеррингбро-Силькеборг. В 2012 году Хансен перешёл в французский клуб Дюнкерк, с которым выиграл чемпионат Франции в 2014 году, а также кубок чемпионов в 2013 году. В 2014 году Эспен Ли Хансен перешёл в немецкий Магдебург, где сыграл один сезон. В 2015 году Хансен перешёл в Брегенц Хандбол. В 2016 году стал игроком Мидтьюланн. В феврале 2018 года Эспен Ли Хансен перешёл в французский клуб Нант. В составе Нанта Хансен стал серебряным призёром лиги чемпионов ЕГФ.

#### В сборной
Эспен Ли Хансен выступает за сборную Норвегии. За сборную Норвегии Хансен сыграл 127 матчей и забросил 413 мячей. Участник чемпионата мира по гандболу 2017.

## Титулы
- Победитель чемпионата Франции: 2014
- Серебряный призёр лиги чемпионов ЕГФ: 2018
- Трофей чемпионов: 2012, 2018
- Обладатель кубка французской лиги: 2013
- Серебряный призёр чемпионата Мира: 2017

## Статистика
| Сезон     | Клуб         | Лига              | Матчи | Всего голов | голы 7-метр | Голы с игры |
| --------- | ------------ | ----------------- | ----- | ----------- | ----------- | ----------- |
| 2012-13   | ГК Дюнкерк   | LNH division 1    | 26    | 61          | 0           | 61          |
| 2013/14   | ГК Дюнкерк   | LNH division 1    | 25    | 57          | 0           | 57          |
| 2014/15   | СК Магдебург | Бундеслига        | 35    | 70          | 0           | 70          |
| 2017/18   | ГК Нант      | LNH division 1    | 13    | 39          | 0           | 39          |
| 2018/19   | ГК Нант      | LNH division 1    | 10    | 16          | 0           | 16          |
| 2012—2014 | Итого        | Чемпионат Франции | 74    | 173         | 0           | 173         |